# Stadion Bonczuk w Dupnicy
Stadion Bonczuk (bułg. Бончук) – stadion wielofunkcyjny w Dupnicy, na którym głównie odbywają się mecze piłkarskie. Swoje mecze rozgrywa na nim zespół Marek Dupnica.